# Hydriomena delfini
Hydriomena delfini là một loài bướm đêm trong họ Geometridae.